# 三聚氰氯
三聚氰氯，又稱三聚氯氰，是一种有机化合物，化学式为(NCCl)3。它是一种白色固体，通过1,3,5-三嗪氯化得到。它是氯化氰的三聚体。三聚氰氯是广泛使用但有环境问题的除草剂草脱净之重要前体。

## 合成
三聚氯氰可由两步反应得到。第一步是氰化氢氯化，得到氯化氰；第二步是氯化氰在碳催化剂的存在下，较高温度时发生三聚：
HCN  +  Cl2  →  ClCN  +  HCl
File:Cyanurchloride Synthesis V.1.svgclass=skin-invert
2005年，大约200000吨三聚氯氰生产出来。